# Peefeeyatko
Peefeeyatko ist ein biographischer Kunstfilm über den amerikanischen Komponisten Frank Zappa, der unter der Regie von Henning Lohner in Zusammenarbeit mit Zappa entstanden ist. Die 59-minütige, essayistische Dokumentation wird auch als „intimes Musikporträt“ bezeichnet und gibt einen Einblick in die abgeschiedene Welt des renommierten Künstlers.
Neben Gesprächen mit Zappa selbst, sowie Interviews mit Freunden, Kollegen und bekannten Zeitgenossen des Komponisten, konzentriert sich der Film vor allem auf Zappas Ausführung seiner kompositorischen Arbeit. Dabei werden auch Aufnahmen in Zappas Studioumgebung gezeigt. Hierfür erlaubte es Zappa erstmals einem Filmteam, ihn dokumentarisch während seines künstlerischen Prozesses zu begleiten. Beim gesamten Soundtrack des Films handelt es sich um eine Originalkomposition Zappas, die ausschließlich durch Peefeeyatko veröffentlicht wurde.

## Inhalt und Form
Peefeeyatko ist ein filmischer Essay und ein dokumentarisches Porträt über das Werk, Wirken und den musikalischen Prozess des amerikanischen Komponisten und Musikers Frank Zappa, der als einer der innovativsten und stilistisch vielfältigsten Musiker seiner Zeit gilt. Der Film zeigt mehrere Tage aus den letzten Lebensjahren Zappas, wie er den Großteil seiner Zeit mit seiner kompositorischen Arbeit verbringt und von der Außenwelt abgeschieden in seinem Haus und Musikstudio in Los Angeles, Kalifornien, lebt. Außerdem enthält der Film auch verschiedenste Videoclips und Interviews.
Zehn Jahre vor den Dreharbeiten zu Peefeeyatko hatte sich Zappa vom Genre der Rock-and-Roll-Musik, für die er berühmt geworden war, abgewandt. Seitdem arbeitete er an neuer, orchestraler elektronischer Musik. Dieser kreative Prozess wird in Peefeeyatko dargestellt. Zappa wird in seiner Einsamkeit beim Komponieren und jenseits aller kommerziellen Konventionen und Verpflichtungen gezeigt.
Dabei enthält der Film exklusive Bilder und Aufnahmen aus Zappas Studio. Es wird dargestellt, wie Zappa auf einem frühen digitalen Synthesizer, einem sogenannten Synclavier, symphonische Kompositionen kreiert. Zappa führt den Zuschauer hierbei durch sein großes Klang- und Notenarchiv und lässt das Publikum am Entwicklungs- und Entstehungsprozess seiner Kompositionen teilhaben.
In einem ausführlichen Interview spricht Zappa schließlich über seine Herangehensweise an seine Arbeit und seine Auffassungen von Musik allgemein. Dabei erwähnt er seine vielfältigen, unterschiedlichsten musikalischen Vorlieben – beispielsweise, wie er sich seit früher Jugend zum einen für amerikanische Blues-Musik und zum anderen bereits für den französischen Experimental-Komponisten Edgard Verèse interessierte. Zappa kommentiert auch seinen eigenen Musikstil und seine Beziehung zur Außenwelt – und wie beides wie durch eine Wechselwirkung miteinander verbunden sei. Diese Verbindung wird durch kurze Ausschnitte von metaphorischen Bildern und visuellen Impressionen unterstrichen, die in eine abschließende Musik-Sequenz von Zappas Originalkomposition führen, wobei hier die Montage in rhythmischer Übereinstimmung mit Zappas Musik zusammengeschnitten ist.
Darüber hinaus erklärt Zappa den Sinn und Zweck seiner Kompositionen und distanziert sich von den Konventionen des Begriffs „Melodie“: seines Erachtens sei die landläufige Vorstellung von Melodie möglicherweise falsch oder zumindest nicht ausreichend. Um seinen radikalen Eklektizismus zu beschreiben, sagt Zappa: „Der einfachste Weg, die Ästhetik zusammenzufassen, wäre: alles, jederzeit und überall, ohne jeden Grund. Und ich denke, mit einer solchen Ästhetik kann man einen ziemlich guten Spielraum für Kreativität haben.“
In einem weiteren Dialog mit dem Filmemacher Henning Lohner sagt Zappa im Bezug auf seinen digitalen Synthesizer, es sei „in der realen Welt, mit realen Instrumenten […] unmöglich, jede geschriebene Note perfekt wiederzugeben — diese Maschinen aber können es.“ „Ist das denn so erstrebenswert?“, wendet Lohner ein. „Warum nicht“, erwidert Zappa, „niemand hat es je gehört — also lass es uns tun.“ Der Film enthält zudem Interviews mit Zappas berühmten musikalischen Avantgarde-Zeitgenossen John Cage, Pierre Boulez, Iannis Xenakis und Karlheinz Stockhausen, deren Statements immer wieder zwischengeschnitten werden.
Am Ende des Films wird deutlich, dass in der angeblichen Sprache der Bigfoots – großer, menschenähnlicher Wesen, die laut amerikanischer Folklore in den Gebirgen der USA und Kanadas gesichtet sein worden sein sollen – der Begriff „Peefeeyatko“ für „Give me some more Apples“, also „Gib mir mehr Äpfel“, steht. Dieser Begriff wird von Zappa als treffende Beschreibung seiner selbst und seines derzeitigen Schaffens erachtet, da er etwas tue, was „kein Mensch zuvor gemacht hat“ – weshalb es auch kein Wort dafür gebe.

## Produktionshintergrund
Mit Peefeeyatko erlaubte Zappa zum ersten Mal einem Filmteam, ihn während seiner Arbeit beim Komponieren zu filmen. Während der Dreharbeiten wurde bei Zappa Krebs im Endstadium diagnostiziert. Der Hauptteil des Films wurde im Dezember 1989 über mehrere Tage in Zappas Haus in Los Angeles gedreht.
Peefeeyatko wurde am 10. Oktober 1991 im Westdeutschen Rundfunk (WDR) ausgestrahlt. Im Januar 1992 wurde der Film außerdem auf der Midem (Marché International du Disque et de l'Edition Musicale) in Cannes präsentiert, der weltgrößten Musikmesse, die auch als die führende internationale Wirtschaftsveranstaltung der Musikindustrie gilt, wo er für den Internationalen Musikfilmpreis als beste Musikdokumentation nominiert war. Darüber hinaus wurde er bei verschiedenen Filmfestivals auf der ganzen Welt aufgeführt, unter anderem 1996 im Portland Art Museum.

## Rezeption
Die Süddeutsche Zeitung nannte Peefeeyatko anlässlich der Erstausstrahlung im WDR ein ebenso „intimes wie witziges Porträt“. Es zeige, wie Zappa sich „unermüdlich auf der Suche nach dem wahren Klang“ befinde; unterstützt „von immer wieder eingesprenkelten Statements bekannter Hörgewohnheitenerweiterer wie John Cage, Pierre Boulez und Karlheinz Stockhausen, lässt der Film […] auch den Verdacht zu, hier sei ein Genie am Werk.“
In einer Rezension der auf der Midem in Cannes präsentierten Produktionen lobte die Neue Zürcher Zeitung, Regisseur Lohner habe die Persönlichkeit Zappas durch die im Film „wechselnde Dichte multimedialer Hektik“ völlig „adäquat ins filmische Medium übertragen“.
Der Blog Openculture schrieb: „Lohners Film ist genau wie sein Thema exzentrisch, mit Szenen aus Monsterfilmen, die mit Aufnahmen von Zappa bei der Arbeit und im Gespräch verbunden sind.“
Encyclotronic bezeichnete Peefeeyatko als „ein intimes Musikporträt des amerikanischen Komponisten Frank Zappa“ und schrieb, der Film enthülle die Befindlichkeit und die Facetten von Zappas Persönlichkeit weit über den narrativen Inhalt hinaus.